# 方銖賢
方 銖賢（パン・スヒョン、Bang Soo-hyun、1972年9月13日-）は、韓国の元女子バドミントン選手で、アトランタオリンピックのシングルス金メダリスト。右利き。

## 経歴

### オリンピック

#### バルセロナ
1992年、バルセロナオリンピックで女子シングルスに参加する。1回戦は不戦勝、2回戦ではスウェーデンのCatrine Bengtssonを、3回戦では日本の水井妃佐子を破る。準々決勝ではインドネシアのKusumawardhaniに 11-2,3-11,12-11で勝ち、準決勝でも中国の唐九紅を 11-3,11-2で破る。決勝ではインドネシアのスシ・スサンティに 5-11,11-5,11-3で負けたが、銀メダルを獲得した。

#### アトランタ
1996年、アトランタオリンピックの女子シングルスに再び挑戦する。準決勝でスシ・スサンティを 11-9,11-8 で破り、決勝でもインドネシアのミア・アウディナに勝ち、金メダルを獲得する。

### 世界選手権
世界バドミントン選手権大会では1993年準優勝、1995年3位と2度メダルを獲得している。

### その他戦績
1994年にアジア大会（バンコク）で優勝、1996年に全英選手権で優勝している。